# Grammy Award du meilleur album R&B contemporain
Le Grammy Award du meilleur album R&B contemporain (Grammy Award for Best Contemporary R&B Album) est une récompense décernée aux Grammy Awards entre 2003 et 2011.

## Histoire
Cette catégorie a été créée en 2003 pour récompenser les albums de RnB utilisant un style musical de Hip-hop plus contemporain et moderne. Avant cette récompense, tous les albums de RnB était classés dans une même catégorie : Grammy Award du Meilleur Album R&B.
Cependant, à partir de 2012, elle est de nouveau intégrée à la catégorie du meilleur album R&B.

## Lauréats
Liste des lauréats,.

### Années 2000
- 2003 : 45e cérémonie des Grammy Awards
  - Ashanti pour Ashanti
    - Brandy pour Full Moon
    - Faith Evans pour Faithfully
    - Floetry pour Floetic
    - Me'Shell NdegeOcello pour Cookie: The Anthropological Mixtape

- 2004 : 46e cérémonie des Grammy Awards
  - Beyoncé pour Dangerously in Love
    - Mary J. Blige pour Love & Life
    - Ashanti pour Chapter II
    - R. Kelly pour Chocolate Factory
    - Anthony Hamilton pour Comin' From Where I'm From

- 2005 : 47e cérémonie des Grammy Awards
  - Usher pour Confessions
    - Brandy pour Afrodisiac
    - Janet Jackson pour Damita Jo
    - Mario Winans pour Hurt No More
    - Christina Milian pour It's About Time

- 2006 : 48e cérémonie des Grammy Awards
  - Mariah Carey pour The Emancipation of Mimi
    - Amerie pour Touch
    - Destiny's Child pour Destiny Fulfilled
    - Mario pour Turning Point
    - Omarion pour O

- 2007 : 49e cérémonie des Grammy Awards
  - Beyoncé pour B'Day
    - Ne-Yo pour In My Own Words
    - Chris Brown pour Chris Brown
    - Kelis pour Kelis Was Here
    - Janet Jackson pour 20 Y.O.

- 2008 : 50e cérémonie des Grammy Awards
  - Ne-Yo pour Because of You
    - Fantasia pour Fantasia
    - Keyshia Cole pour Just Like You
    - Akon pour Konvicted
    - Emily King pour East Side Story

- 2009 : 51e cérémonie des Grammy Awards
  - Mary J. Blige pour Growing Pains
    - J. Holiday pour Back of My Lac'
    - Karina pour First Love
    - Ne-Yo pour Year of the Gentleman
    - Jazmine Sullivan pour Fearless

### Années 2010
- 2010 : 52e cérémonie des Grammy Awards
  - Beyoncé pour I Am... Sasha Fierce
    - Jamie Foxx pour Intuition
    - Pleasure P pour The Introduction of Marcus Cooper
    - Trey Songz pour Ready
    - T-Pain pour Three Ringz

- 2011 : 53e cérémonie des Grammy Awards
  - Usher pour Raymond v. Raymond
    - R. Kelly pour Untitled
    - Chris Brown pour Graffiti
    - Ryan Leslie pour  Transition
    - Janelle Monáe pour The ArchAndroid

## Records de la catégorie
- Beyoncé détient le record de victoires avec 3 au total.

- Artistes les plus proposés :
  - 1. Beyoncé et Ne-Yo avec 3 nominations.
  - 2. Brandy, Janet Jackson, Mary J. Blige et Ashanti avec 2 nominations.